# Itaiópolis
Itaiópolis é um município brasileiro do estado de Santa Catarina. Localiza-se a uma latitude 26º20'11" sul e a uma longitude 49º54'23" oeste, estando a uma altitude de 925 metros. Sua população estimada em 2022 era de 22.051 habitantes.
Possui uma área de 1.295,3 km².

## Etimologia
O nome Itaiópolis é um hibrismo tupi-grego, formado por "ita" (pedra) + "i-ó" (molhada)  + "pólis" (cidade). O significado "cidade da pedra (ou laje) molhada" pode ser por causa dos rios bem característicos da região, que apresentam em seus leitos extensos trechos de lajes (pedra com a superfície plana) sobre os quais escorre uma lâmina d'água (que mantém as lajes sempre molhadas).

## História
Itaiópolis teve início nas terras que se estendiam sobre uma antiga rota de tropeiros. Em lombo de mulas, os tropeiros eram responsáveis pelo elo comercial entre sudeste e sul do Brasil. Há mais de uma versão sobre a criação da Colônia Lucena, que daria origem a Itaiópolis.
Oswaldo Cabral defende a fundação da Colônia Lucena tendo início com a fundação da cidade paranaense de Rio Negro, com os primeiros habitantes, as famílias de João Reichardt, José Wiergenawski e João Becker, que chegaram à região em 1889, emarca-se, portanto, como data inicial do povoamento o ano de 1890. Em 1890 eles teriam fundado, com mais três famílias do lugar, a Colônia Federal Lucena, iniciando o desenvolvimento da região. Ainda segundo Cabral, os primeiros colonos chegaram em 1891, e seriam eles alguns ingleses ex-trabalhadores de Londres, poloneses e russos. Não se saberia precisar a data exata da criação da Colônia Lucena, considerada o marco inicial da cidade de Itaiópolis. Acredita-se que o nome possa ter sido dado pelo Engenheiro Carlos Leopoldo Ferreira, Chefe da Comissão de Terras de Rio Negro, em homenagem ao Barão Henrique Pereira de Lucena, na ocasião Ministro da Agricultura, Comércio e Obras Públicas. Em 1891 chegaram outros colonos, sendo eles ucranianos, poloneses e alemães de São Bento do Sul, formando, a partir de 1903, com os tropeiros da região, o povoado que daria origem à atual cidade.
Já Walter Piazza apresenta outra versão, e defende que a Colônia Lucena teria sido fundada em 1891, pelo governo federal, logo passando a sua administração ao governo paranaense enquanto Oswaldo Cabral defende a data do início da Colônia em 1890, com a chegada de imigrantes ingleses e russos, e defende que as terras foram entregues ao governo do Paraná em 1895.
Rodycz questiona a versão de Cabral, mediante a dificuldade em localizar os primeiros colonizadores mencionados por Cabral (João Reichardt, José Wiergenawski e João Becker), assim como pelo fato de não haver qualquer sinal ou menção em documentos de colonos ingleses, pois não há qualquer sinal de colonização inglesa na região na prática, não sendo conhecida qualquer família com essa origem. Aliado a tais fatos, o questionamento de Rodycz se faz também pelo fato de o Paraná já estar na administração desde o início da Colônia, e não desde 1895, como defende Cabral. A data que mais seria adequada à criação da Colônia Lucena seria, também, a data de 1891, defendida por Piazza Num ofício de 19 de maio de 1891, o Chefe da Comissão de Terras de Rio Negro, Eng. Carlos Leopoldo Ferreira, informou que dera o nome de “Lucena” ao primeiro núcleo que havia estabelecido, pedindo aprovação. Fez o mesmo em relação a outros núcleos.

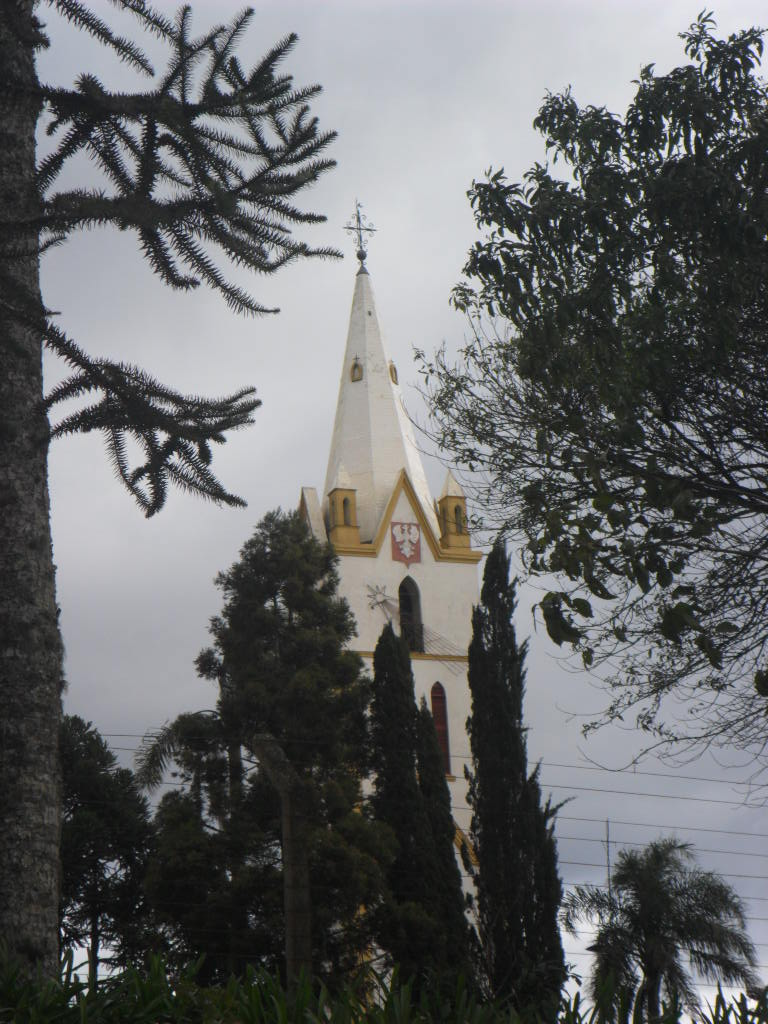
Igreja de Santo Estanislau.

Em 1901, Pawel T. Wielewski escreveu um pequeno relato sobre Lucena intitulado “Sul do Paraná”, em que descreve a Colônia como tendo 6000 habitantes. Segundo Wielewski, havia então na colônia 32 casas comerciais, 2 igrejas católicas romanas e uma capela dos unitas ucranianos, 3 escolas, uma sociedade, 3 serrarias, alguns moinhos, 2 fábricas de cerveja, farmácia, alguns profissionais liberais e técnicos, como sapateiros, seleiros, carpinteiros, feireiros, etc.
Em 1901 criou-se a Paróquia de Santo Estanislau, em Paraguaçu, e o Distrito em 1903, na época ainda fazendo parte do município de Rio Negro, com a municipalização em 18 de março de 1909, ficando a sede na Colônia Lucena, sendo instalado em 1° de julho de de 1909. A 1ª câmara municipal foi constituída por: Henrique Köenig, José Wiergenovski, João Reichardt, Mathias Pieczarka, Leonardo Becker, José Pscheidt e Estanislau Procopiak, que foi o primeiro prefeito.

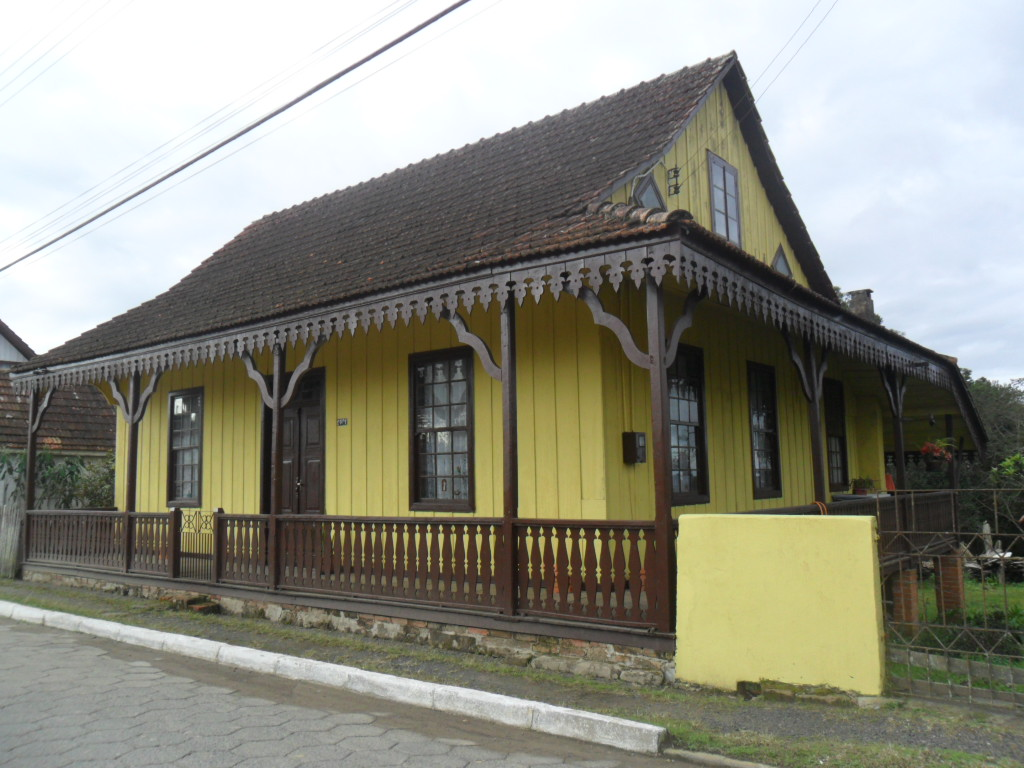
Casa em Paraguaçu, com os lambrequins que caracterizam a influência polonesa.

Itaiópolis estava entre as terras que foram palco da Guerra do Contestado. A questão dos limites entre Santa Catarina e Paraná iniciara em 1853, quando os paranaenses, após serem desmembrados da Província de São Paulo, tentaram a posse das terras do oeste catarinense. Após a Constituição de 1891, que assegurava aos estados o direito de decretar impostos sobre exportações de mercadorias de sua própria propriedade e sobre indústrias e profissões, as rixas foram se alastrando.
No relatório do ano de 1910, apresentado por Claudino R. Ferreira dos Santos,Secretário de Obras Públicas e Colonização, ao Presidente do Estado do Paraná, Francisco Xavier da Silva, consta que Lucena possuía 6.320 almas, distribuídas em 1.361 lotes rurais, 45 casas comerciais, várias oficinas e 470 carroças (página 26).
Em 20 de outubro de 1916, os governadores do Paraná, Afonso Camargo, e de Santa Catarina, Felipe Schmidt, mediados pelo Presidente da República Venceslau Brás, assinaram um acordo, estabelecendo os limites entre os dois estados. Em 26 de maio de 1917, mediante o acordo de limites assinado no ano anterior, o município foi suprimido.
Quando, em 7 de setembro de 1917, Santa Catarina tomou posse das terras que lhe couberam, o município extinto ficou fazendo parte de Mafra, criado à época, e em 1917, pela lei n° 3, de dois de outubro, era criado outra vez o distrito de Itaiópolis, cuja instalação ocorreu em novembro do mesmo ano. Um ano depois, Itaiópolis se emancipou, e o município foi novamente criado, pela lei estadual n° 1120 de 28 de outubro de 1918 e instalado a 1 de janeiro de 1919.
Em 27 de novembro de 1953, houve a criação da paróquia de Nossa Senhora Imaculada da Medalha Milagrosa, por desmembramento da paróquia de Santo Estanislau, no Alto Paraguaçu, que já existia desde 1901.
Vários distritos foram compondo o município, tais como Moema, Iraputã, Itaió. Pelo decreto municipal n° 717, de 14 de janeiro de 1935, foram criados os distritos de ltaió e Iraputã, sendo Prefeito Municipal o Sr. Germano Wünsche. A Comarca de Itaiópolis foi criada em 1954 e instalada a 14 de maio de 1956, abrangendo os municípios de Itaiópolis, Papanduva e Monte Castelo e, em 1982, foi criado o distrito de Santa Terezinha. Pela Lei Municipal n° 29/78, de 28 de junho de 1978, sendo Prefeito o Sr. Francisco Linzmeyer, modificada pela lei municipal n° 003/82, de 11 de março de 1982, Prefeito o Sr. Damião Panchniak, homologada pela lei estadual n° 6.062, de 13 de maio de 1982, foi criado o Distrito de Santa Terezinha, instalado em 14 de setembro de 1984, através do Decreto n° 071/084, pelo então Prefeito Municipal Sr. Alceu Gaio. Pela Lei Estadual n° 8.349, de 26 de setembro de 1991, foi criado o Município de Santa Terezinha, desmembrado do território de Itaiópolis.

## Índios
Desde o início da colonização da região, houve dificuldades com o enfrentamento dos índios, com freqüentes lutas entre eles e os colonizadores europeus que chegaram para ocupar as terras. Em 1850, dezessete imigrantes alemães fundaram a cidade de Blumenau, no vale do Itajaí, marcando o início de uma história de contatos e conflitos entre os europeus e os índios Xokleng ao longo do estado de Santa Catarina.
A Terra Indígena era localizada nos municípios de Itaiópolis, Doutor Pedrinho, José Boiteux e Victor Meirelles, e foi identificada pela Constituição Federal como tradicionalmente ocupada pelos índios Xokleng, Kaingang e Guarani, perfazendo a Terra Indígena Ibirama-La Klãnõ. Em 1926, o chefe do governo catarinense, Adolfo Konder, doou à comunidade indígena o território que ocupa atualmente, cerca de 141.565.866,02m2. Foram agrupados na Reserva José Boiteux, Reserva Ibirama ou Reserva Duque de Caxias, que ocupava  as cidades de: José Boiteux, Victor Meirelles, Doutor Pedrinho e Itaiópolis. Inicialmente denominada Posto Indígena Duque de Caxias, foi criada pelo chefe do governo catarinense, Adolfo Konder, em 1926. Em 1965 foi oficialmente demarcada e em 1975 recebeu o nome de Ibirama. A reserva, porém, não teve a prosperidade esperada, apresentando constantemente desavenças, especialmente nas tentativas de introduzir a agricultura, contrária a sua cultura, baseada na coleta, e também devido à introdução de estranhos na reserva. Em 13 de agosto de 2003, pela portaria nº 1.128 do Ministério da Justiça, foi declarada de posse permanente dos grupos indígenas Xokleng, Kaingang e Guarani a Terra Indígena Ibirama-La Klãnõ, ali localizada.

## Colonização

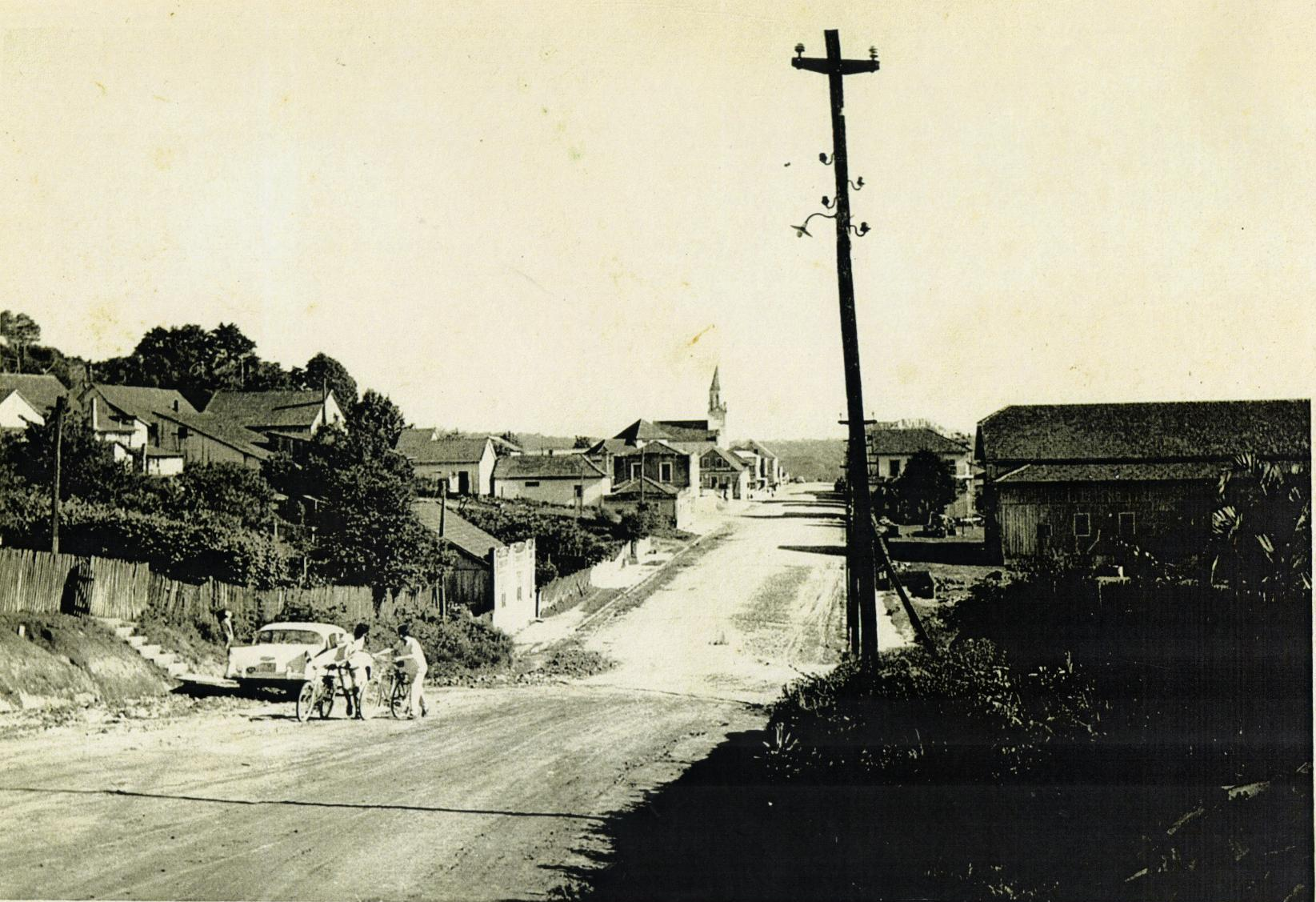
Avenida Getúlio Vargas, 1964. À direita, vista do Clube 16 de Abril. Ao longe, vista da Igreja Nossa Senhora Imaculada da Medalha Milagrosa.

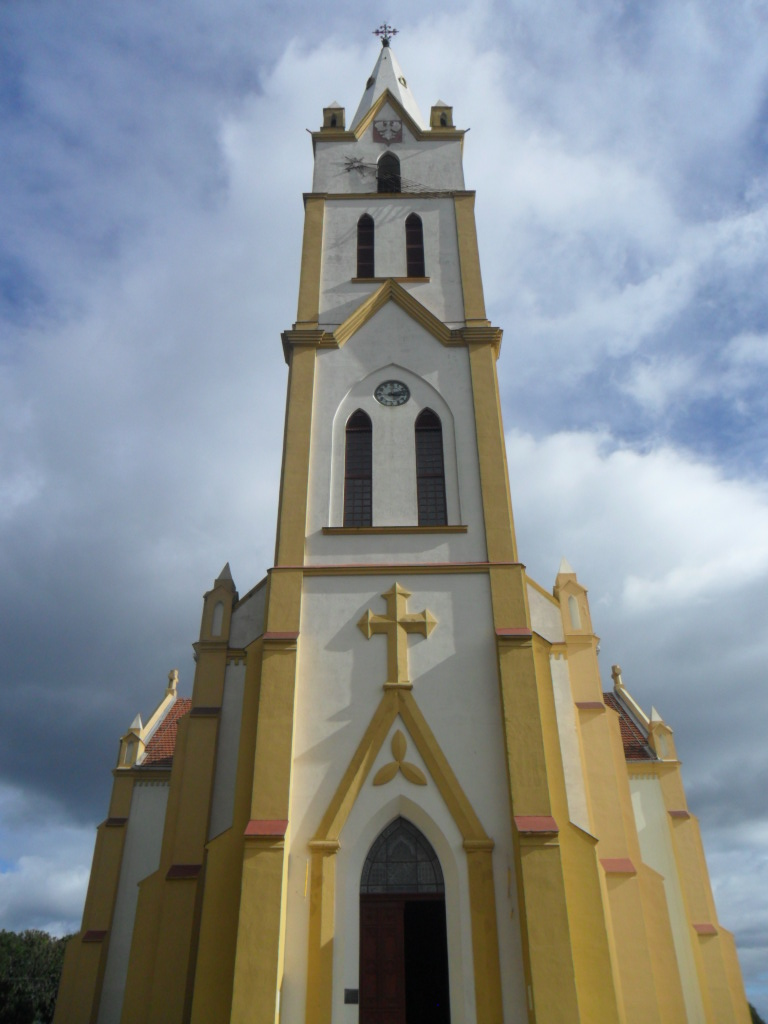
Igreja de Santo Estanislau, no Alto do Paraguaçu, em 2013.

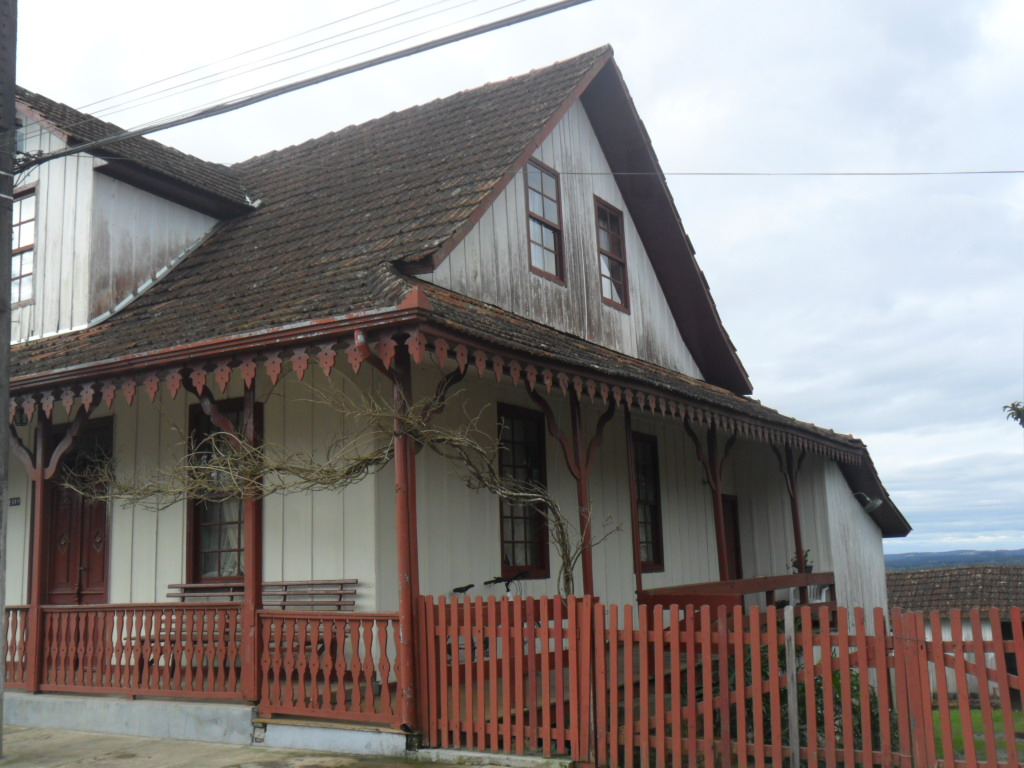
Casa no Alto do Paraguaçu.

Há pela cidade diversas marcas da colonização diversificada, com a conservação da língua natal dos ascendentes europeus. Na entrada da cidade há uma saudação de boas-vindas em quatro línguas: português, polonês, ucraniano e alemão.
A colonização ucraniana e polonesa é marcante. Um exemplo é a Paróquia da Sagrada Família de Iracema que pertence ao Rito Bizantino Ucraniano Católico, e que foi construída em 1903 para os católicos do rito ruteno sem limites definidos. No bairro do Alto do Paraguaçu, a igreja de Santo Estanislau, padroeiro da Polônia, é um marco da colonização polonesa, assim como as construções locais, que seguem o estilo europeu, com as casas em madeira e a presença dos lambrequins. Outra influência é a construção da prefeitura de Itaiópolis, que tem a arquitetura típica da região de Zakopane.

Alto Paraguaçu, década de 1930. Arquivo Nacional.

A presença alemã (Família Neuburger e outras... ) sempre se fez notar na conservação dos costumes e da língua natal. A criação do Clube de Leitura em 1918, a Sociedade Literária Leseverein Itayópolis, que posteriormente se tornaria o Clube 16 de Abril, inicialmente usou a língua alemã, que só foi substituída em 12 de Janeiro de 1926, quando as atas passaram a ser redigidas em língua portuguesa.

## Prefeitos
1° Estanislau Procopiak -1909/1912
2° Paulo Klodzinski -1912/1916
3° Nicolau Ruthes Sobrinho- 1916/1922
4° Ricardo Köning -1923/1925
5° Antônio Weiss -1925/1927
6° Nicolau Ruthes Sobrinho -1927/1930
7° Pedro Veiga Sobrinho -1930/1931
8° Germano Wünsche -1931/1936
9° Pedro Veiga Sobrinho -1936/1940
10° Guilherme Lang -1940/1940
11° Olivério José de Carvalho Costa -1940/1942
12° João Francisco de Assis -1942/1945
13° José Luciano Nunes -1945/1946
14° João Francisco de Assis -1946/1947
15° Alexandre Ricardo Worell -1947/1948
16° Paulo Eurico Wielewski -19481951
17° Alexandre Ricardo Worell -1951/1956
18° João Silveira Primo -1956/1958
19° Aloi Tyska -1959/1959
20° Augusto Wendt -1959/1959
21° Francisco Stoltz -1959/1959
22° Zízimo Moreira -1959/1961
23° Alfonso Klemke 1961/1966
24° Alexandre Ricardo Worell -1966/1970
25° Teófilo Tavares -1970/1973
26° Eduardo Kazmierczak -1973/1977
27° Francisco Linzmeyer -1977/1979
28° Damião Panchiniak -1979/1982
29° Alceu Gaio -1982/1988
30° Reginaldo José Fernandes Luiz -1989/1992
31° Alceu Gaio -1993/1996
32° Reginaldo José Fernandes Luiz -1997/2000
33° Alceu Gaio - 2001/2004
34° Ivo Gelbke - 2005/2008
35°  Hélio Wendt - 2009/2012
36° Gervasio Uhlmann - 2013/2014
37° José Heraldo Schritke - 2014-2016
38° Reginaldo Fernandes - 2016-2020

## Cultura
Biblioteca Pública Municipal
A Biblioteca Pública Municipal Governador Jorge Lacerda foi criada através da iniciativa de um grupo de cidadãos de Itaiópolis, no final da década de 1960, preocupados com o desenvolvimento cultural da cidade. Cada membro contribuiu com uma importância em dinheiro para compra de livros, até o momento em que a prefeitura municipal decidiu assumir sua administração.
Em 29 de agosto de 1970, foi criada a biblioteca, pela lei municipal n° 047/70, com o objetivo de atender a toda a comunidade.
A bibliotecária Gisela Maria Hullen apresentou um projeto, desenvolvido a partir de 1993, iniciando as atividades de recuperação e organização da biblioteca. Numa segunda fase, Iraci de Fátima Pereira, aprovada em concurso público em março de 1995, deu prosseguimento aos trabalhos iniciados na biblioteca e à organização do arquivo público.
Os serviços foram automatizados através da implantação do software MICRO-ISIS, desenvolvido pela Organização das Nações Unidas para Educação, Ciências e Cultura (UNESCO), distribuído no Brasil pelo Instituto Brasileiro de Informação, Ciência e Tecnologia (IBICT), suprindo as necessidades da recuperação da informação.
O desenvolvimento e a implantação da base de dados se fundamentaram no manual de referência da Associação Catarinense de Bibliotecários (ACB).
Em 1993, foi solicitado junto à equipe do Arquivo Público do Estado de Santa Catarina orientação técnica sobre organização, avaliação e conservação de documentos do Arquivo Público de Itaiópolis (Lei ns 016/89, de 22 de fevereiro de 1989).
Casa da Cultura
A Casa da Cultura oferece aulas de música, desenho, pintura, dança, coral e artesanato; no local também funciona a modalidade a distância da Faculdade de Licenciatura em Música da Universidade Federal do Rio Grande do Sul (UFRGS).

## Economia

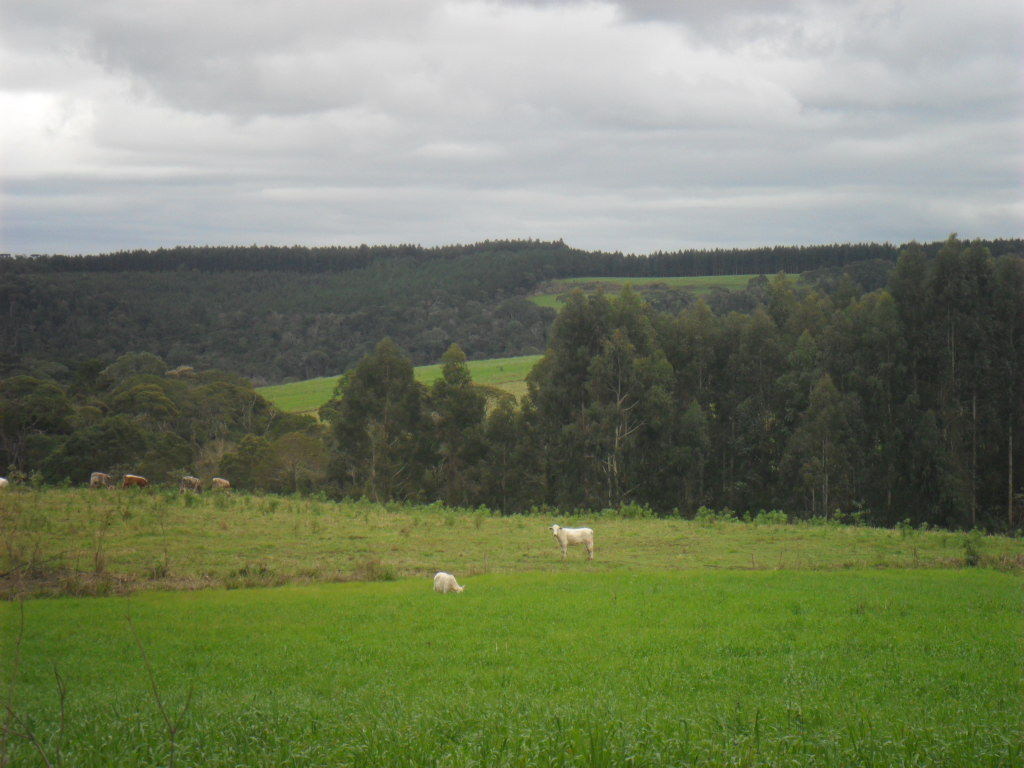
Área rural em Itaiópolis.

A economia de Itaiópolis, tradicionalmente, desde a chegada dos pioneiros, tinha como base a extração, o beneficiamento e o comércio de madeira e erva-mate, pois a região conta com florestas nativas, compostas por espécies como a araucária, a imbuia, o cedro e a canela. Devido ao esgotamento destes recursos naturais o ciclo econômico desta atividade, que foi altamente predatória, se encerrou.
Para fornecer matéria prima para as indústrias instaladas em outros municípios, há uma área reflorestada municipal de mais de 20 mil hectares de reflorestamento com pinus e eucaliptos, em grande parte plantado ilegalmente, resultando em uma das maiores devastações da Mata Atlântica. As matas ciliares que protegiam as nascentes e os rios não foram respeitadas, o que não trouxe desenvolvimento para Itaiópolis, provocando uma grande degradação ambiental e aumentando o desemprego na área rural, conforme mostram estudos do Prof. Dr. Carlos Young, do Instituto de Economia da Universidade Federal do Rio de Janeiro (UFRJ), em seu trabalho Desmatamento e o mito da geração do emprego rural.
As principais culturas de Itaiópolis são o tabaco, a soja, o feijão e a erva-mate. Pelas condições climáticas, dedica-se também ao cultivo de frutas diversificadas: laranja, tangerina, uva, pêra, pêssego, ameixa e caqui. Itaiópolis é hoje considerado o maior produtor de pêras do estado.
Itaiópolis destaca-se, também, na pecuária, com produção de leite, com 1.200.000 litros de leite ao ano, e na produção do mel, com cerca de 50 toneladas ao ano.
Na indústria, destaca-se a confecção de malhas, cerâmica, material elétrico e alimentos.
O setor terciário itaiopolense é formado por 571 empresas, sendo 290 do sub-setor comércio e 281 do sub-setor de prestação de serviços.

## Meio Ambiente
Unidades de Conservação da Natureza

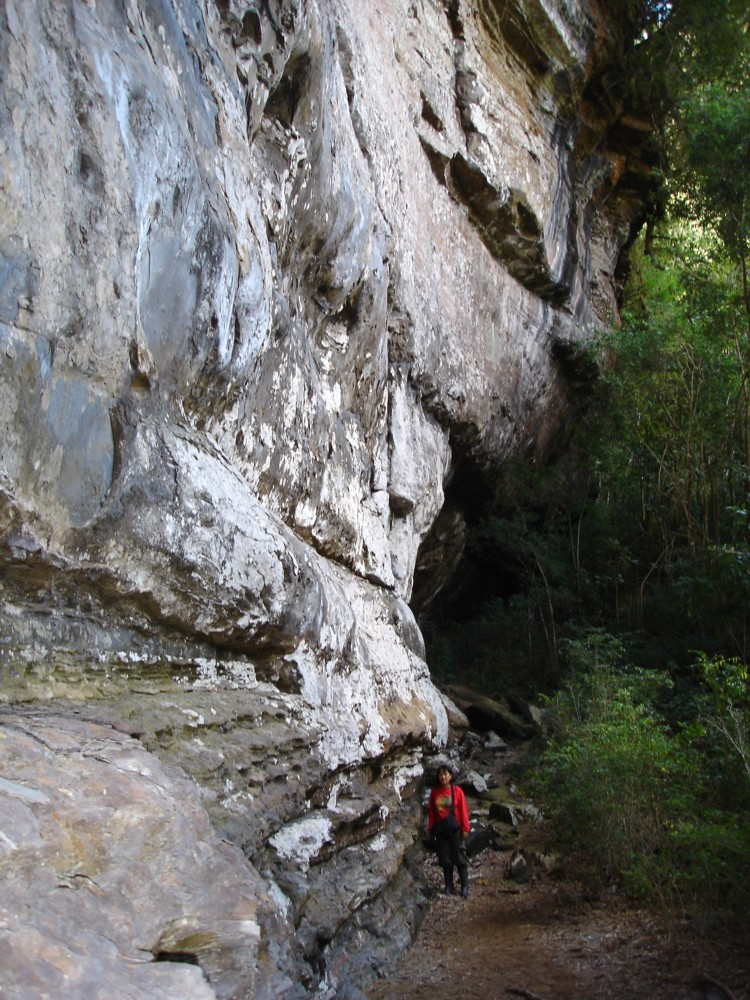
Belezas naturais da RPPN Taipa rio do Couro. Taipa é o nome deste tipo de formação rochosa que foi esculpida pela água ao longo de milhões de anos. As manchas brancas são sais liberados da rocha.

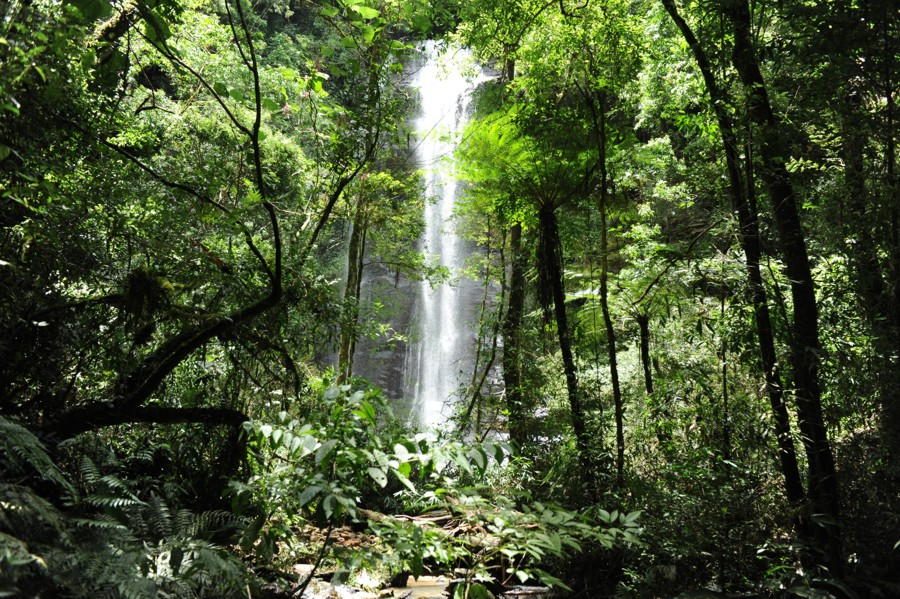
Uma das dezenas de cachoeiras belíssimas da RPPN Corredeiras do Rio Itajaí, localizada em Itaiópolis (SC). Esta tem mais de 30 metros de altura.

Itaiópolis foi o primeiro município do Planalto Norte Catarinense a ter unidades de conservação da natureza de proteção integral. A criação de áreas protegidas no município foi iniciativa dos próprios itaiopolenses.
São unidades de conservação federais na modalidade de Reserva Particular do Patrimônio Natural (RPPN) e fazem parte do Sistema Nacional de Unidades de Conservação da Natureza (SNUC). Totalizam uma área protegida contígua de Mata Atlântica de 954,44 hectares, sendo a sexta maior área contínua protegida por RPPN federal em Santa Catarina.  Estão localizadas nas cabeceiras do rio Itajaí, que passa por cidades importantes de Santa Catarina, como Blumenau e Itajaí.
São as seguintes as RPPNs do Município.
RPPN CORREDEIRAS DO RIO ITAJAÍ- Área: 332,92 ha
Criada através da Portaria do Ministério do Meio Ambiente nº 77 de 3 de setembro de 2009, publicada no Diário Oficial da União nº 170, 4 de setembro de 2009, páginas 234 e 235.
RPPN TAIPAS RIO ITAJAI - Área: 24,2 ha
Criada através da Portaria do Ministério do Meio Ambiente nº 75 de 3 de setembro de 2009, publicada no Diário Oficial da União nº 170, 4 de setembro de 2009,  página 234
RPPN DAS ARAUCÁRIAS GIGANTES - Área 56,23 ha
Criada através da Portaria do Ministério do Meio Ambiente nº 17 de 24 de fevereiro de 2011, publicada no Diário Oficial da União nº 40, 25 de fevereiro de 2011, página 84
RPPN REFÚGIO DO MACUCO - Área: 31,86 ha
Criada através da Portaria do Ministério do Meio Ambiente nº 60 de 27 de julho de 2010, publicada no Diário Oficial da União nº 144, 29 de julho de 2010, página 60
RPPN TAIPA RIO DO COURO - Área: 36,3 ha
Criada através da Portaria do Ministério do Meio Ambiente nº 56 de 26 de julho de 2010, publicada no Diário Oficial da União nº 142, 27 de julho de 2010, página 60
RPPN RASO DO MANDI - Área 54,34 ha
Criada através da Portaria do Ministério do Meio Ambiente nº 77 de 25 de junho de 2012, publicada no Diário Oficial da União nº 123, 27 de junho de 2012, página 60
RPPN CORREDEIRAS DO RIO ITAJAÍ II - Área 79,05 ha
Criada através da Portaria do Ministério do Meio Ambiente nº 78 de 04 de julho de 2012, publicada no Diário Oficial da União nº 129, de 05 de julho de 2012, página 96
RPPN ODIR ZANELATTO (*) - Área: 212,07 ha
Propriedade da ONG ambientalista Instituto Rã-bugio para Conservação da Biodiversidade
Criada através da Portaria do Ministério do Meio Ambiente nº 103 de 12 de setembro de 2012, publicada no Diário Oficial da União nº 179, 14 de setembro de 2012, página 102.
RPPN RASO DO MANDI II - Área 28,64 ha
Criada através da Portaria do Ministério do Meio Ambiente nº 27 de 19 de abril de 2016, publicada no Diário Oficial da União nº 75 de 20 de abril de 2016, páginas 67-68
RPPN TAIPA RIO DO COURO II - Área 98,83 ha
Criada através da Portaria do Ministério do Meio Ambiente Portaria nº 641 de 05 de junho de 2020, publicada no Diário Oficial da União nº 109 de 09 de junho de 2020, página 29.

(*) O nome desta RPPN é homenagem ao empresário Odir Zanelatto, falecido em 1978, aos 44 anos, que era o sócio majoritário e administrador da Indústria Madeireira Lucena Ltda, proprietária de toda a área onde ficam as RPPNs. O Sr. Odir Zanelatto  juntamente com seus familiares (herdeiros) foram responsáveis por esta extensa área de Mata Atlântica preservada riquíssima em biodiversidade ter sido preservada até hoje.
As RPPNs estão no perímetro MA-086 de Áreas Prioritárias para Conservação, Uso Sustentável e Repartição de Benefícios da Biodiversidade Brasileira, conforme Portaria do MMA n.09, de 23 de janeiro de 2007.

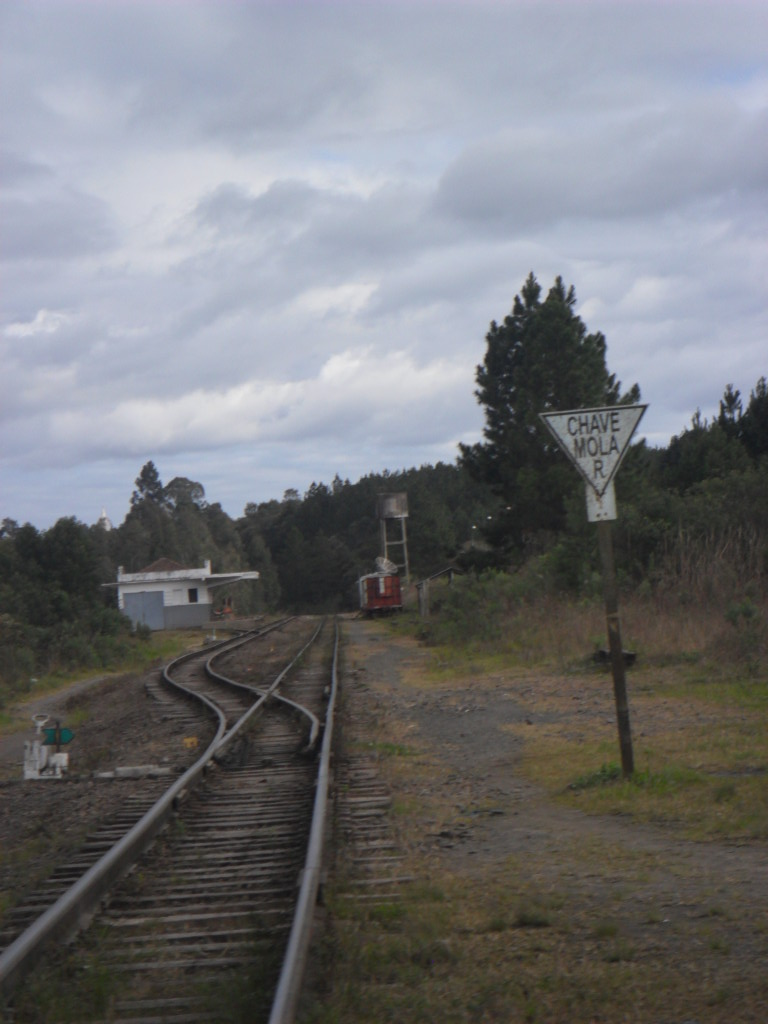
Estação do km 34 em 2013

## Rede viária

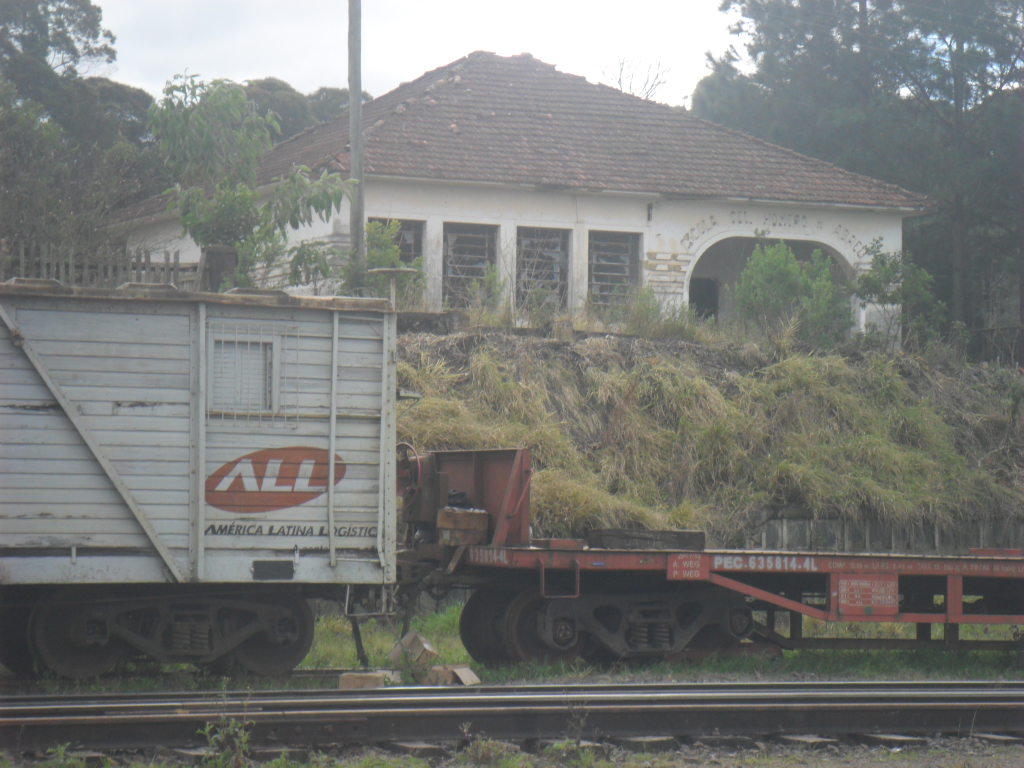
Na Vila Ferroviária, as velhas casas abandonadas convivem com a linha férrea Tronco Principal Sul, operada pela ALL (2013).

As principais rodovias que servem Itaiópolis são a BR 116, SC 419, SC 477. A rede viária interna é de 2050 km.
O município é cortado pelo Tronco Principal Sul da antiga Rede de Viação Paraná-Santa Catarina, hoje sob concessão da América Latina Logística (ALL), e conta com uma estação ferroviária no bairro Lucena.
Inaugurada em 2 de fevereiro de 1963, a Estação do km 34, em Itaiópolis, abrigava a Vila Ferroviária, atualmente abandonada. As antigas construções, símbolo da Rede de Viação Paraná-Santa Catarina (depois Rede Ferroviária Federal (RFFSA)), e que já testemunharam os trens de carga e de passageiros através do século XX, convivem nostalgicamente com a atual América Latina Logística, empresa especializada no embarque e desembarque de cargas.

## Turismo
O turismo itaiopolense se dirige ao aspecto religioso e ao aspecto rural. As igrejas de Santo Estanislau, no Alto Paraguaçu, a Paróquia da Sagrada Família e o Morro do Calvário, com sua festa típica, a Festa da Romaria  ao Monte do Calvário, em Iraputã, são alguns atrativos da cidade. No âmbito rural, destaca-se a florada e a colheita da pêra, em São Pedro.
Itaiópolis conta com diversas grutas, a maioria às margens do Rio Itajaí. As principais são:
Caverna em Itaió IIIª Secção (mina de Sal), Caverna de Costa Carvalho e gigantescas grutas na localidade Vontroba, nas taipas do rio do Couro, cujas rochas liberam sais.
Igreja de Santo Estanislau

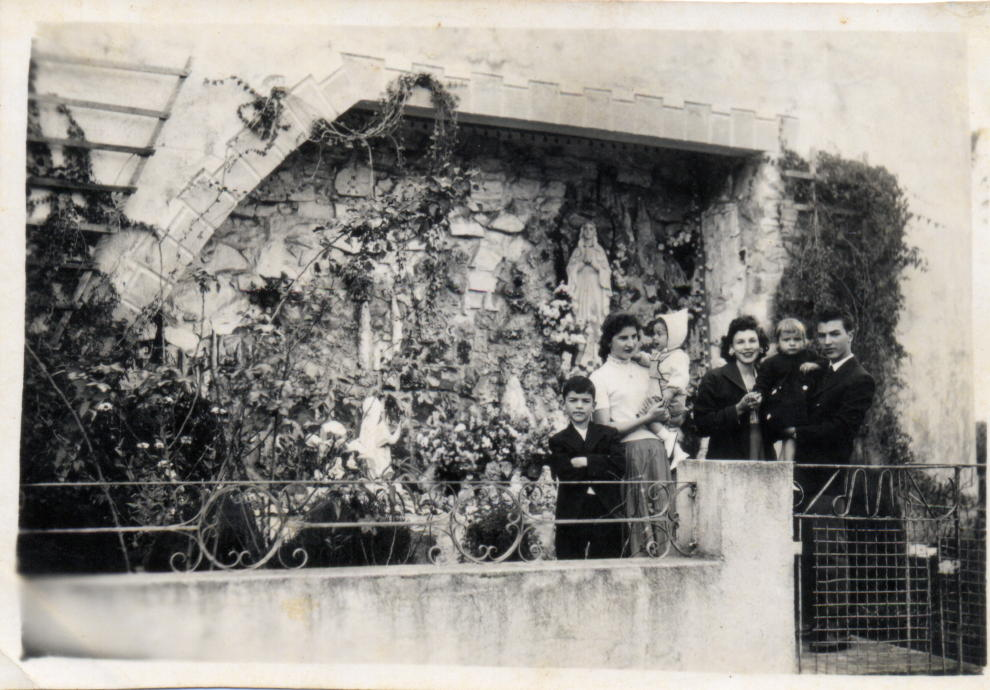
Gruta de Nossa Senhora, no Alto do Paraguaçu, 1957.

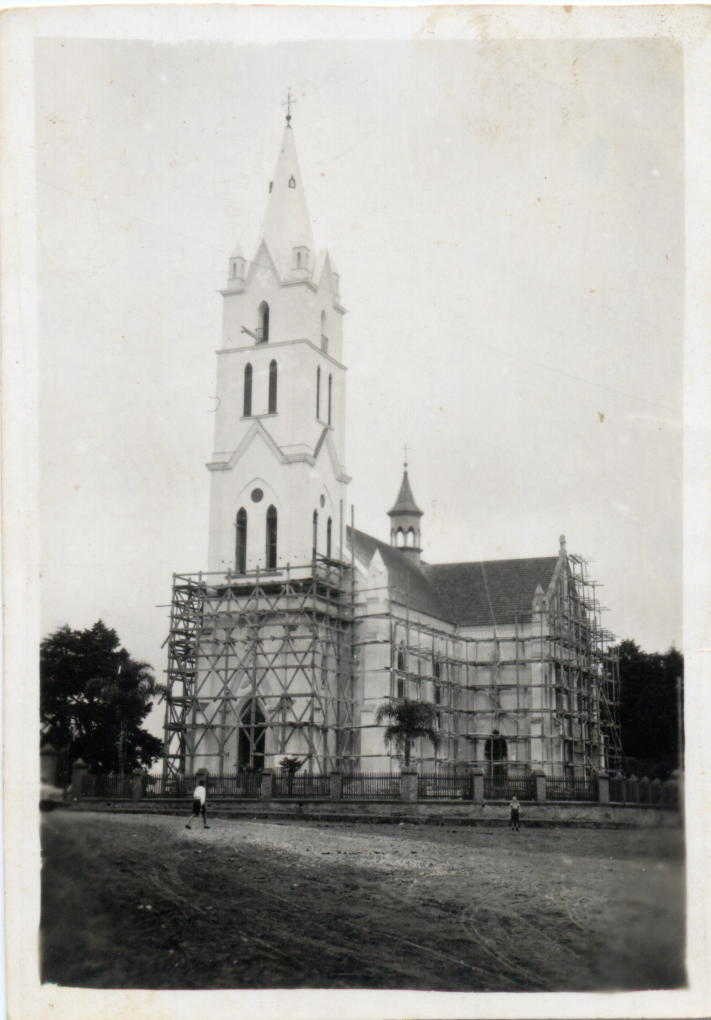
Pintura e reforma da Igreja de Santo Estanislau, outono de 1957.

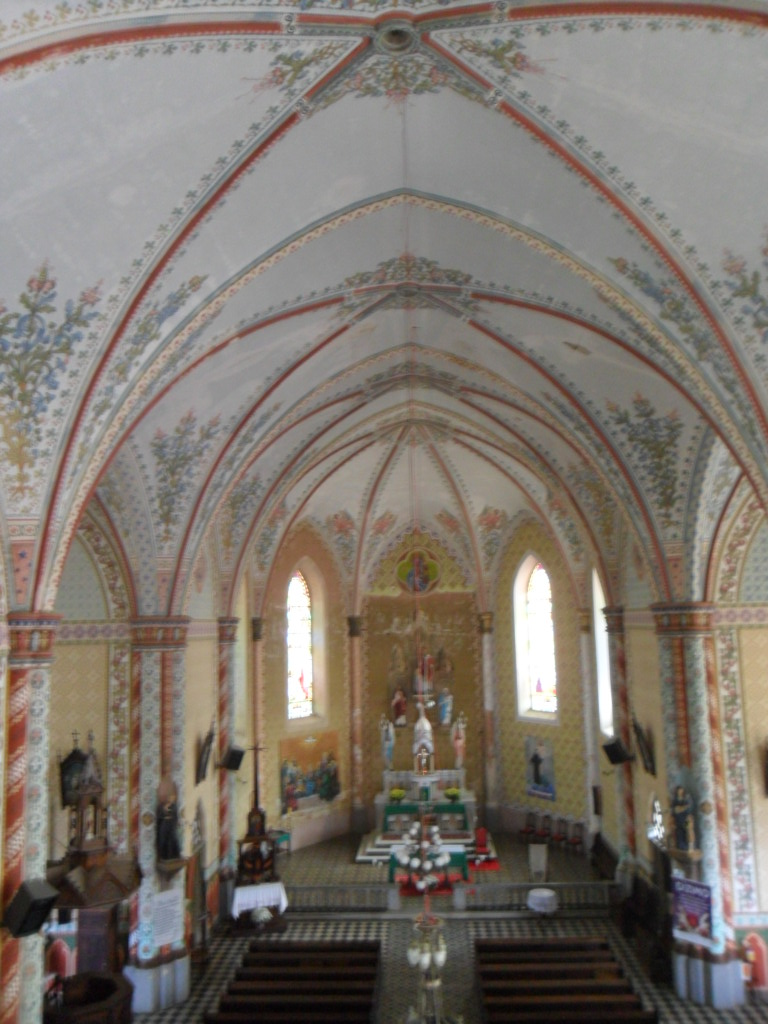
Interior da Igreja de Santo Estanislau.

A Igreja de Santo Estanislau é considerada um monumento histórico, por ser um marco representativo da imigração polonesa na América Latina. Fica localizada no alto de uma montanha com 1004 metros de altitude, onde se encontra o bairro denominado Alto Paraguaçu, a sete quilômetros do centro da Cidade de Itaiópolis. Foi construída por volta de 1920, e é a maior igreja da América Latina construída por imigrantes poloneses. Seu principal idealizador o Padre João Kominek.
Foi construída com tijolos maciços, argamassa feita com cal artesanalmente em forno próprio, onde das minas retiravam-se as pedras que eram reduzidas a pó por cremação e madeira.
A base de sua estrutura tem aproximadamente oito metros de profundidade, e é feita de pedras extraídas manualmente de morros próximos e transportados em carroças.
Foi construída em estilo neo-gótico, com grandes portas de madeira, possuindo a planta no formato de uma cruz: uma nave central entrecortada por duas capelas e a capela-mor. Seu telhado era coberto por telhas francesas, mas, mediante as fortes tempestades foi substituído por uma cobertura de zinco.
Possui uma torre única com aproximadamente 61 metros de altura, onde estão o relógio, os sinos e, externamente a águia branca, símbolo dos poloneses.
A pintura interna é rica em cores e detalhes, desde as bases até a abóbada, com variações de cores e desenhos.
Os bancos, o púlpito, o coro e a escada em caracol que lhe dá acesso são de madeira de imbuia maciça, entalhada com motivos delicados. O Altar e a Pia Batismal são revestidos de mármore. Há ainda um antigo órgão de pedal que está em pleno funcionamento.
O altar central foi colocado em 1952, e os altares laterais de imbuia são relíquias pertencentes à antiga capela, nos quais está registrado o nome de dois artistas que realizaram as pinturas em 1904. Exibe quadros com as estações da crucificação de Cristo, com molduras entalhadas em madeira. A pintura mural, com motivos polimórficos e painéis artísticos, foi executada por Evaldo e Valdemar Ducat, da cidade de Irati. Os vitrais são ricos em cores e detalhes e apresentam características medievais.
A igreja foi tombada pelo Patrimônio Histórico e Artístico Nacional em 1998. Atualmente está lutando por um projeto de restauração do edifício e da pintura interna. Até os dias atuais ainda são rezadas, ali, missas na língua polonesa, como também várias apresentações como corais, sendo estas sempre de cunho religioso. Durante todo o ano recebe a visita de turistas, inclusive no acesso a torre, principalmente quando acontece a grande festa de maio em honra a Santo Estanislau, que já recebeu na comemoração do Centenário da Paróquia, a visita de mais de dez mil pessoas.
Igreja São Pedro e São Paulo

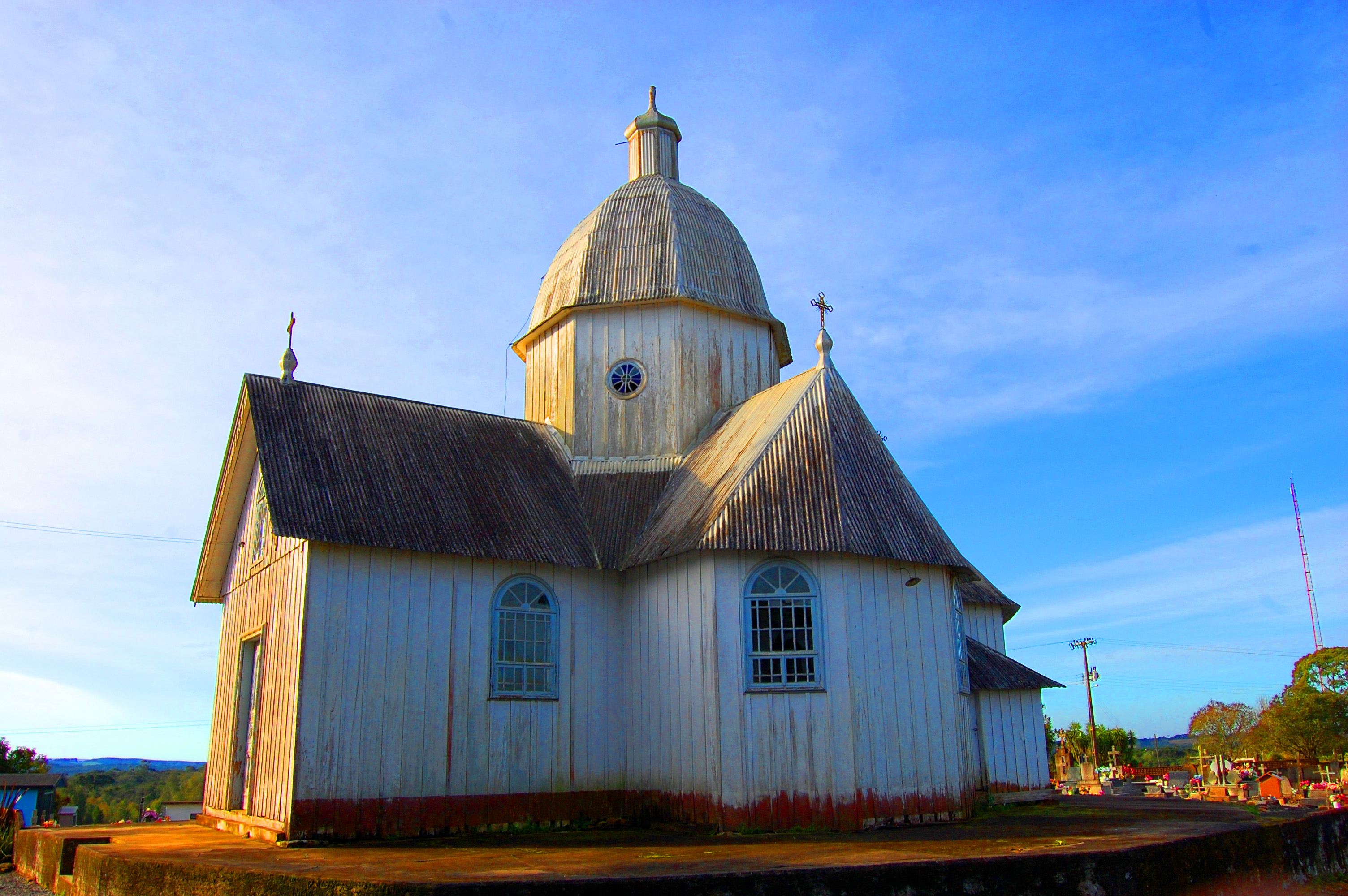
A antiga Igreja São Pedro e São Paulo em Moema, construída em madeira em 1914.

A Igreja São Pedro e São Paulo, igreja de rito bizantino-ucraniano construída no distrito de Moema, é considerada um marco da imigração ucraniana no país, e foi tombada pelo Iphan em 2007. Trata-sse de um conjunto de duas igrejas com o mesmo nome, que convivem lado a lado, sendo que a de alvenaria teria sido feita para substituir a mais antiga, em madeira, porém acabaram sendo conservadas as duas. A igreja original, em madeira, foi construída pelos imigrantes ucranianos em Moema, Itaiópolis, em 1914. A segunda igreja foi construída entre 1993 e 1995, ao lado da antiga, que acabou sendo preservada. Convive o conjunto das duas igrejas uma ao lado da outra além do cemitério, ainda pontilhado pelas tradicionais cruzes de madeira com os nomes dos sepultados cravados no braço da cruz. O conjunto é tombado em nível federal como patrimônio histórico, etnográfico, arqueológico e paisagístico desde 2007, e faz parte dos Roteiros Nacionais da Imigração. O entorno das duas igrejas, a de madeira e a de alvenaria, apresenta o antigo cemitério da região, com as tradicionais cruzes de madeira com os nomes dos sepultados cravados no braço da cruz. Ainda fazendo parte do conjunto, a Casa das Irmãs, construída nos anos 1940, conserva um marco da presença religiosa local.
Paço Municipal
O Paço Municipal foi construído no local onde era uma antiga da praça da cidade, a qual foi transferida para um local em frente ao antigo prédio do Hospital Santo Antônio. Na antiga praça havia uma cancha de esportes, que servia também para ensaio da Fanfarra Municipal, então dirigida por Ernani Martinechen. Além de um play-ground existia um pequeno cedro onde aos sábados ficavam casais de namorados. Possuía um pequeno prédio, que era a estação de distribuição de energia elétrica da usina de Carlos Link, originário da Alemanha, que atendia a localidade na época, antes da entrada da Celesc. Na praça havia também um relógio de sol, construído na década de 1960.
Calçadão
Inaugurado em 1990 com o nome de Calçadão 28 de Outubro, mais tarde sua passou a se chamar Papa João Paulo II.
Capelinhas do Rosário

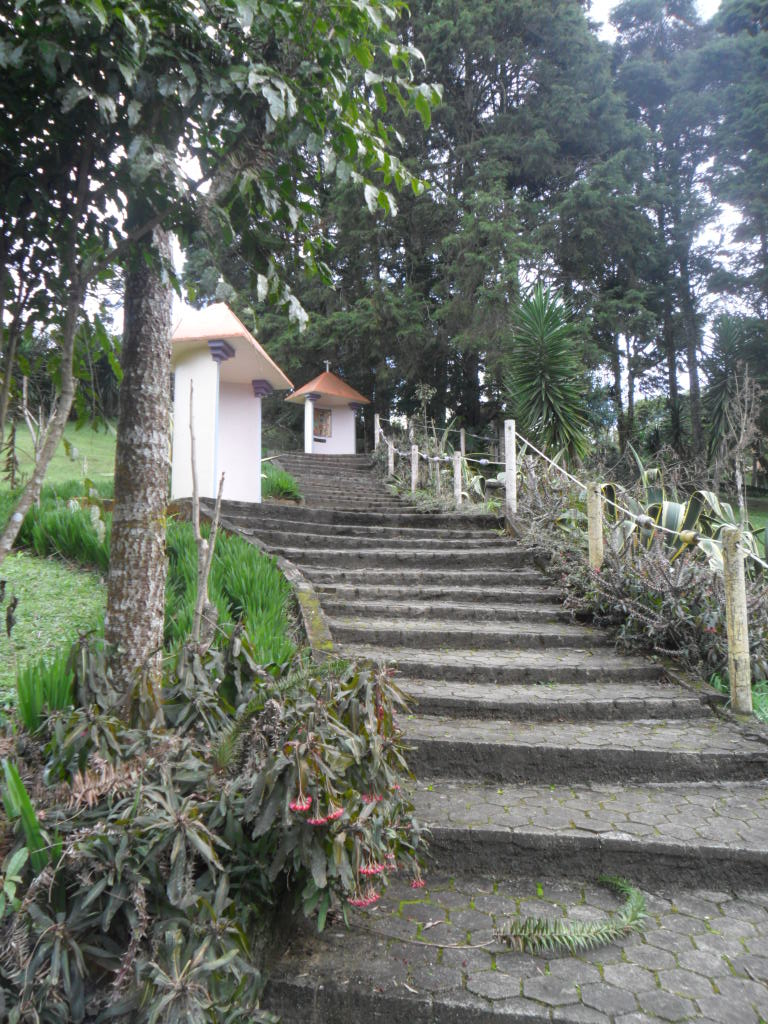
Capelinhas do Rosário, em Paraguaçu.

Executadas por Élcio e Hélio Nilsen e com mosaicos de Maria Inês Asinelli, foram inauguradas em maio de 2004, em homenagem aos 25 anos de pontificado do Papa João Paulo II e por 2003 ser o ano do rosário. No início do roteiro das capelas foi construído um pequeno santuário dedicado a Karol Wojtyla, polonês como grande parte dos colonizadores de Itaiópolis. Cada uma das 20 capelas conta os mistérios do terço.
Casa Heyse
Foi edificada em 1923 por Davi Narlock, a pedido de Fritz Heyse.
Casa Jakubiak
Construída na década de 1940 por Ceslau Jakubiak, mantém suas pinturas internas originais.
Casa Karasinski
Construída em 1907, inicialmente a casa pertencia a Francisco e Francisca Kubiak Flenik. Ela passou a ser posteriormente da neta do casal, Ana Nely Flenik Karasinski Ostetto.
Caverna do Tigre
Fica na localidade de Iracema, a 26 km do centro de Itaiópolis.
Clube 16 de Abril

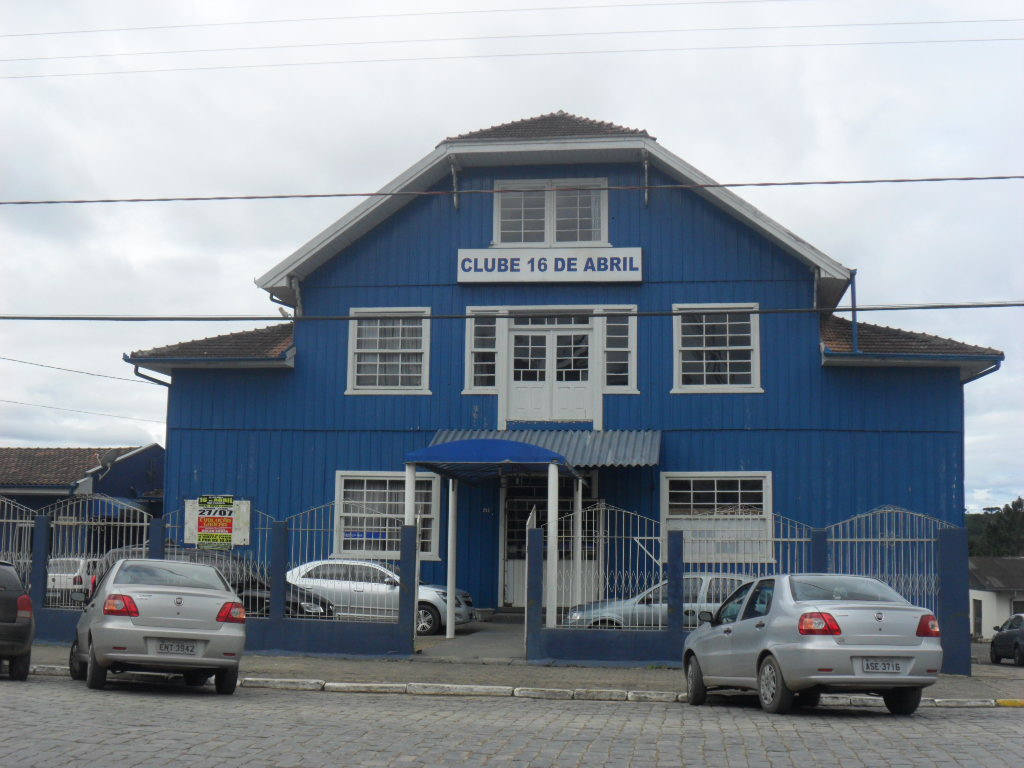
Clube 16 de Abril, que já abrigou o Cine Esperança, responsável pela projeção de filmes na cidade a partir de 1928.

Clube 16 de Abril, inicialmente denominado “Sociedade Literária Leseverein Itayópolis”, teve seu início de atividades em 16 de Abril de 1920, tornando-se Clube 16 de Abril em 1938. O Clube já abrigou o Cine Esperança, responsável pela projeção de filmes na cidade a partir de 1928.
Coreto da Praça
Criado em 1994 em ocasião ao 76º aniversário da cidade de Itaiópolis, como homenagem aos valores da cultura herdada pelos colonizadores do município.
Igreja Sagrada Família

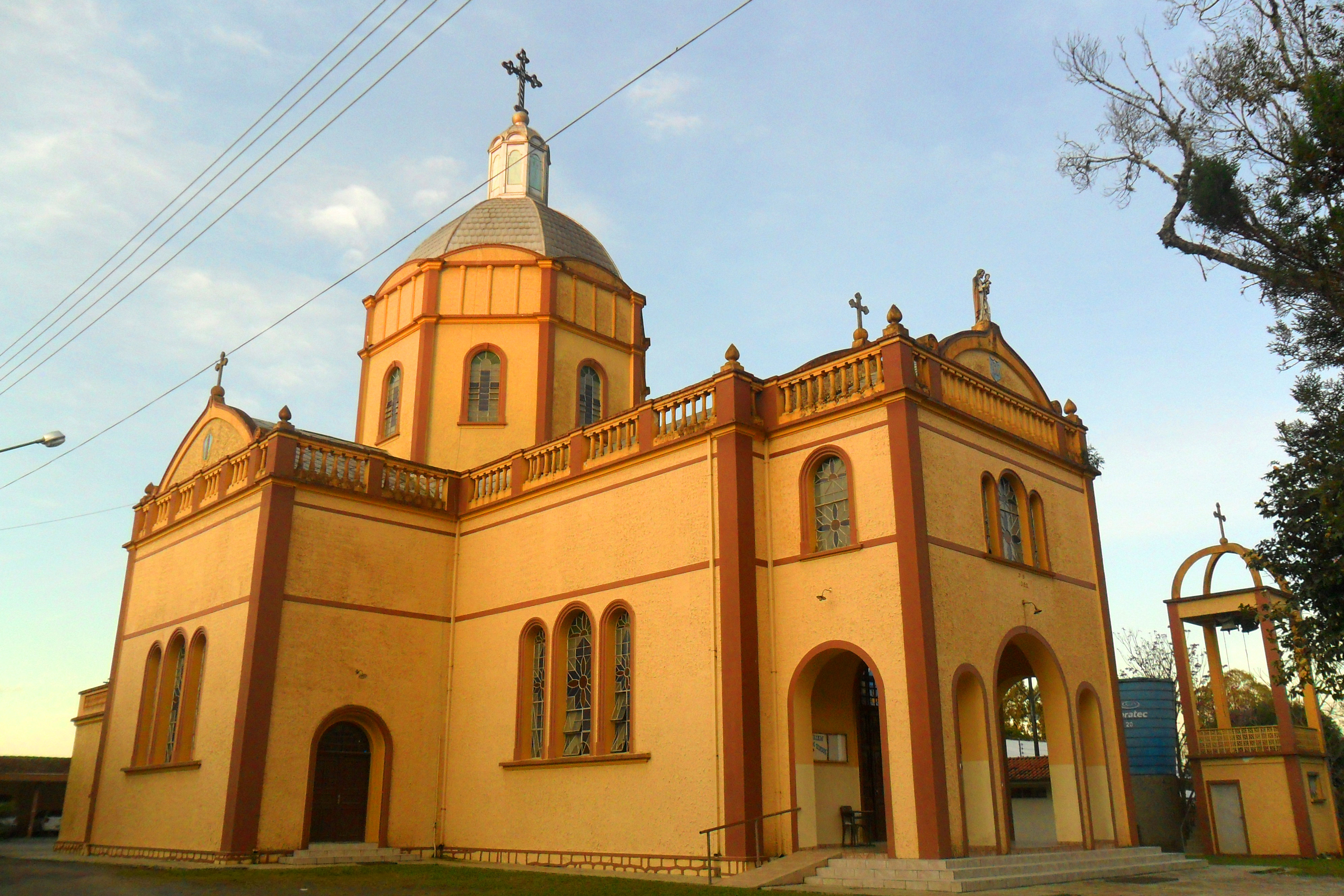
Igreja da Sagrada Família, em Iracema.

A Paróquia da Sagrada Família, da Ordem dos Padres Basilianos, Rito Bizantino Ucraniano Católico, foi criada por decreto por volta de 1903, porém a primeira capela, em madeira, foi construída entre 1897 e 1898, pelo Padre Clemente Bjukovski. Essa pequena capela inicial era dedicada a São José, e foi a terceira igreja construída no município de Itaiópolis (a primeira seria a de Xavier da Silva, também bizantina, em 1895, e a segunda a capela Santo Estanislau, católica apostólica romana, em 1896). Entre 1907 e 1910, o Padre Clemente Bujkovksi construiu uma igreja maior, em madeira, que também recebeu o nome de São José e, em 1917, foi construído o campanário e o Seminário Maior dos Padres Basilianos. Todo esse complexo pegou fogo, porém, em primeiro de maio de 1955 e foi construída a nova igreja de Iracema, em 1959, sendo então consagrada, pelo Bispo Dom José Martenetz, à Sagrada Família, nome atual da Igreja de Iracema.
Imagens da Nossa Terra
O monumento Imagens de Nossa Terra foi projetado e executado por Analu Steffen e Raquel Zanelatto em 2004, em comemoração ao aniversário do, na época, Calçadão 28 de Outubro, atual Calçadão Papa João Paulo XXIII. Feito em tinta acrílica, o mural apresenta imagens da história de Itaiópolis.
Monumento
Foi construído em 2006, no centro de Itaiópolis, resultado de um projeto de término do curso de Artes Visuais da Universidade do Contestado em homenagem aos poloneses e ucranianos que ajudaram na colonização do município. É composto de dois painéis e de uma grande pêssanka central, além de um tapete de mosaico; a imagem de uma águia, símbolo da Polônia; o hino polonês; o brasão de Itaiópolis, a imagem de Nossa Senhora de Czestochowa, padroeira da Polônia, e girassóis.
Sociedade Recreativa Instrutiva e Agrícola Rui Barbosa
Foi idealizada pelo padre polonês João Komineck, construtor da Igreja Santo Estanislau, era denominada Sociedade Bratniey Pornocy, com a finalidade de colaborar com as questões agrícolas, instrutivas e recreativas de Itaiópolis. A construção de sua sede foi em 1902, graças às madeiras aproveitáveis da Capela de Alto Paraguaçu. Sua fundação ocorreu em 1922 e, em 1938, seu nome passou a ser Sociedade Recreativa Instrutiva e Agrícola Rui Barbosa.
Festa do Boi Ralado no Espeto
É típica do município a Festa do Boi Ralado no Espeto. Tal nome provém do fato de se servir, nos dias de festa, carne bovina moída e temperada, assada em um espeto de madeira. Ocorre anualmente em outubro, no Parque de Exposições Municipal, durante o aniversário de emancipação política do município. O prato é típico da região.